# Hydrogendifluoridy
Hydrogendifluoridy jsou chemické sloučeniny s aniontem HF −
2 .

## Struktura
Hydrogendifluoridový ion je lineární, centrosymetrická částice (symetrie D∞h) s délkou vazby 114 pm. Vazebná energie je vyšší než 155 kJ.mol−1. Z hlediska teorie molekulových orbitalů lze vazbu v iontu charakterizovat jako třícenterní čtyřelektronovou vazbu.

Strukturní vzorec
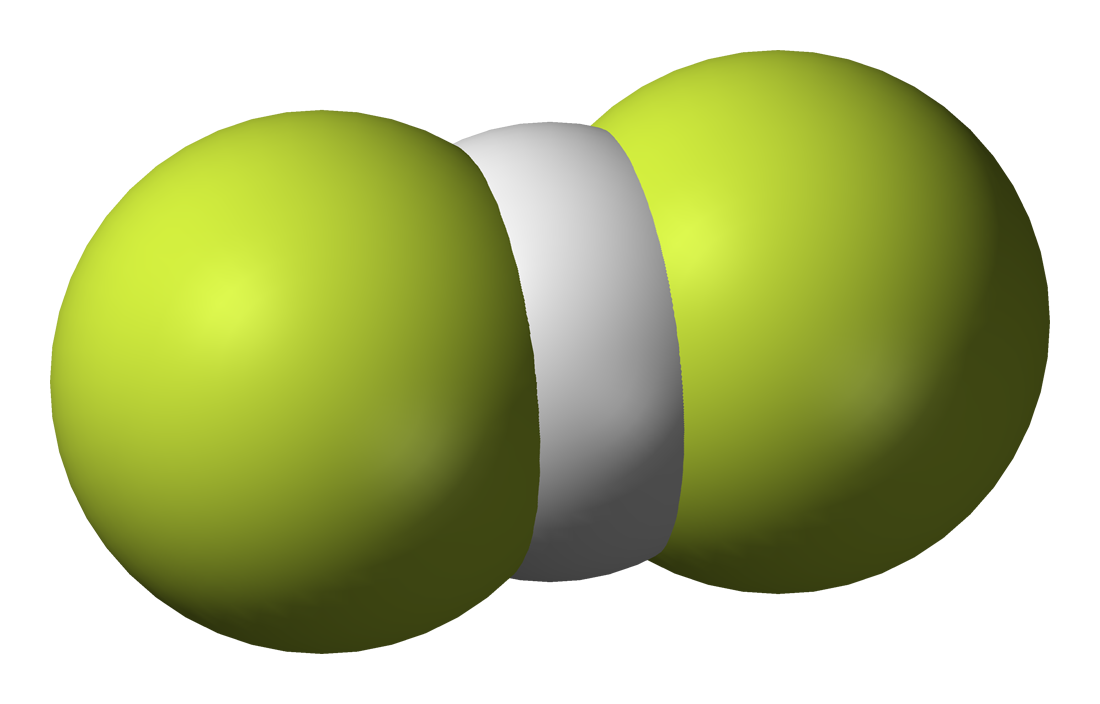
Kalotový model

## Acidobazické vlastnosti
V nevodném prostředí může vystupovat jako zásada:
HF −
2  + H+ ⇌ 2 HF
V přítomnosti vody se chová jako kyselina:
HF −
2  + H2O ⇌ 2 F− + H3O+
Soli, např. hydrogendifluorid draselný nebo amonný, lze připravit přímou reakcí:
KF + HF → KHF2
NH4F + HF → NH4HF2